# Gothic 3
Gothic 3 ist der dritte Teil der Gothic-Computerspieleserie des Entwicklers Piranha Bytes. Das Spiel wurde 2006 für Windows-Systeme veröffentlicht. Nachdem das Spiel zu Release für seinen unfertigen Zustand kritisiert wurde und sich Piranha Bytes sowie Publisher JoWooD trennten, wurde die Fehlerbehebung durch freiwillige Entwickler mit sogenannten Community Patches fortgesetzt. Im August 2025 wurde von Rechteinhaber THQ Nordic eine Veröffentlichung des Spiels unter dem Titel Gothic 3 Classic für PlayStation 4, PlayStation 5, Xbox One und Xbox Series X/S angekündigt. Diese Portierung soll 2026 zusammen mit den beiden Vorgängern erscheinen.

## Handlung
Die Handlung des dritten Teils schließt unmittelbar an die Ereignisse von Gothic II an. Der namenlose Held verlässt mit dem Schiff Esmeralda die Insel Khorinis und kehrt mit seinen Freunden Diego, Gorn, Lester, Lee, Lares, Angar und Milten zum Festland zurück. Sie landen am Ufer des Mittelreiches Myrtana in der Nähe der Siedlung Ardea und werden direkt in einen Kampf mit den orkischen Besatzern verstrickt. Die Orks halten Myrtana nach einem 10-jährigen Krieg besetzt und versklaven die Bevölkerung. Nur die Hauptstadt Vengard, die von einer magischen Barriere geschützt wird, hält der Belagerung stand. Einige Rebellenlager haben sich verteilt und verstecken sich vor den Orks, die bemüht sind, jegliche Rebellionen aufzuhalten und ebensolche Gruppierungen zu zerstören. Die Assassinen aus Varant haben sich den Orks angeschlossen, um sich aus den Kämpfen zu halten, während die Nomaden dagegen sind. In Nordmar verteidigen die Nordmänner ihre Grenzen vor den Orks, die auch dieses Gebiet unter ihr Joch stellen wollen. Der namenlose Held und seine Freunde trennen sich nach dem Kampf und erkunden das Festland. Der Protagonist erfährt, dass der Dämonenbeschwörer Xardas die Orks befehligt und versucht nun, diesen zu finden und zur Rede zu stellen.

## Spielwelt
Gothic 3 spielt auf einer in drei Bereiche gegliederten Fantasy-Spielwelt: Das eisige Nordmar im Norden, die Wüste Varant im Süden und Westen und das dicht bewaldete Myrtana zwischen Nordmar und Varant. Die Gegner unterscheiden sich von Gebiet zu Gebiet. So trifft man im Mittelland zuhauf Scavenger, Wölfe, Snapper, Lurker oder Warane an, in Varant viele Sandcrawler, Schakale oder Löwen und in Nordmar hausen Goblins, Säbelzahntiger, Schattenläufer und Ripper.
Die Städte Myrtanas werden mit Ausnahme Vengards von den Orks beherrscht. Diese leben immer in der Burg der Stadt, die man erst ab einem gewissen Ruf bei den Orks betreten kann. In den Tiefen der Wälder trifft man immer wieder auf kleinere oder größere Rebellenlager. Diese können ihren Zentralpunkt auch in einer Höhle haben. In Varant herrschen die Assassinen unter den Schwarzmagiern und in Nordmar leben einige freie Clans der Menschen, welche die Orks aus dem Norden bisher zurückdrängen konnten.

## Fraktionen
In Gothic 3 gibt es Haupt- und Nebenfraktionen. Diese unterscheiden sich von den aus den Vorgängern bekannten Gilden insoweit, dass man sich keiner dieser Fraktionen direkt anschließen kann, sondern nur noch Aufträge erfüllen kann, die einem einen Ruf bei der jeweiligen Fraktion bescheren. Je mehr Rufpunkte man bei einer Fraktion besitzt, desto bessere Rüstungen kann man bei den Händlern erwerben, zum Teil braucht man auch eine bestimmte Anzahl an Rufpunkten, um gewisse Orte betreten zu dürfen. Jedoch muss man sich im Verlaufe des Spiels früher oder später entscheiden, welcher Hauptfraktion man sich anschließt. Als Fraktionen treten im Spiel auf: Rebellen, Nordmarer, Orks, Assassinen, Nomaden und Waldvolk.

## Spielprinzip
Zwar schlüpft der Spieler wie in den Vorgängern in die Rolle des Namenlosen Helden, dessen Fähigkeiten lassen sich jedoch weitestgehend auf die eigene Spielweise anpassen. Gleich geblieben ist, dass man für erfüllte Aufträge, getötete Monster, aber auch bewusstlos geschlagene Gegner Erfahrungspunkte erhält, die beim Erreichen eines Schwellwertes einen automatischen Stufenaufstieg auslösen. Für jede neue Stufe erhält man Lernpunkte zur individuellen Entwicklung des Charakters. Wie im Vorgänger lassen sich die Lernpunkte bei verschiedenen NSC-Lehrmeistern nicht nur in neun steigerbare Attribute investieren, sondern auch in insgesamt 70 Talente, die in sieben Talentklassen aufgeteilt sind. Dazu gehören Kampf-, Jagd-, Magie-, Schmiede-, Diebes-, Alchemie- und sonstige Talente.

## Technik

### Grafik
Als Grafik-Engine wird eine Eigenentwicklung namens Genome-Engine verwendet. Der Hersteller entschloss sich zu Beginn der Arbeiten gegen eine Lizenzierung einer vorhandenen Engine, da mit keiner der damals erhältlichen Grafik-Engines eine Spielwelt ohne Nachladezonen möglich gewesen sei. Neben der nahtlosen Spielwelt ermöglicht die Genome-Engine eine hohe Weitsicht, ein komplexes Licht- und Schattensystem auf Basis von DirectX 9, ein dynamisches Wettersystem, einen Tiefenunschärfe-Effekt, Reflexionen, Spiegelungen und Bloom-Effekte ohne HDRR sowie die Unterstützung für die Shader-3-Technologie und Material-Shader. Die Darstellung der Vegetation wird durch die SpeedTree-Engine unterstützt. Als Animations-Engine wird Emotion FX 2 verwendet, die Physiksimulation übernimmt die lizenzierte Physik-Engine PhysX. Gothic 3 ist laut Hersteller eines der ersten Computerspiele, das von einer Optimierung für Dual-Core-Prozessoren profitiert. Allerdings wurde die Dual-Core-Optimierung mit Patch 1.12 zuerst teilweise deaktiviert und dann mit dem Community-Patch 1.6 vollkommen entfernt, da die Optimierung für viele der Spielabstürze verantwortlich war (in Threads parallelisierte Funktionen waren nicht thread-safe).

### Musik
Die Musik wurde von Kai Rosenkranz komponiert und vom Orchester der Bochumer Symphoniker unter der Leitung von Hans Jaskulsky, der Taiko-Band „GOCOO“ sowie der Mittelalter-Band Corvus Corax eingespielt. Die Gesangspassagen wurden mit den Chören „FILMharmonic Choir“ und dem „SAM Gospel Choir“, sowie der Sängerin Lisbeth Scott realisiert. Musikalische Unterstützung gaben zudem der Ethno-Musiker Borislav Slavov und Benjamin Hessler mit der akustischen und der E-Gitarre.
Der Soundtrack wurde auf CD der Collector’s Edition des Spiels beigelegt sowie auch separat veröffentlicht.
| Soundtrack 1. Title Theme – 3:56 2. Opening Sequence – 0:56 3. Xardas Tower – 1:46 4. Vista Point – 2:57 5. Ruinfields – 2:39 6. Dark Presence – 1:41 7. Orc Camp – 1:11 8. From Silden To Trelis – 1:56 9. Ominous Woods – 2:07 10. Showdown – 1:39 11. The Dig – 1:52 12. Slaves – 1:11 13. Divine Powers – 1:38 14. Vengard Theme – 1:11 15. Exploring Myrtana – 5:23 16. Revolution – 1:12 17. Northmar (Upper Level) – 1:34 18. The Creation Of The Barrier – 1:32 19. Vista Point Reprise – 1:30 20. Desert Sun – 6:38 21. Welcome To Varant – 0:45 22. Northmar (Lower Level) – 2:55 23. Sad Strings – 2:55 24. The End – 0:55 | Bonustitel 1. End Titles (Bonustrack) – 1:45 Pianostück Interpret: Kai Rosenkranz 2. In My Dreams – 4:08 Musik und Text: Esther Berlansky, Bob Kane Interpret: Alice Taylor 3. Is Nomine Vacans – 3:42 Musik und Text: Andreas Kolinski Interpret: Corvus Corax 4. Welcome To The Bronx – 3:47 Musik und Text: Andreas Kolinski, B. Breuning Interpret: Shelly Quest 5. Bring Back The Magic – 3:51 Musik und Text: Andreas Kolinski, Steve Baltes Remix: Steve Baltes |

### Sprachausgabe
Die Sprachausgabe wurde mit Hilfe von 30 Sprechern realisiert. Sie synchronisierten laut Entwickler rund 25.000 Dialogzeilen, die zusammen genommen etwa 18 Stunden Sprachausgabe entsprechen. Neben bekannten Sprechern aus den vorherigen Teile, wie Christian Wewerka als Namenloser Held und Bodo Henkel als Xardas, synchronisierte Christian Schult, der Sohn von Rolf Schult, König Rhobar II. in der deutschen Fassung des Spiels.

### Kopierschutz
Gothic 3 ist nicht, wie ursprünglich vermutet, mit dem StarForce-Kopierschutz ausgestattet, sondern mit Tagès V5.5.2.1 / X-Prot V2 geschützt. Mit dem Community Patch 1.5.2 wurde dieser allerdings entfernt. Zu diesem Schritt entschloss man sich, da einige internationale Gothic-3-Versionen einen anderen Kopierschutz nutzen als die europäischen Versionen, was zu Inkompatibilitäten mit dem Community Patch führte.

## Entwicklungsgeschichte
Die Test-Version von Gothic 3 enthielt noch zahlreiche Programmfehler (Bugs), deshalb wurde die für die Massenproduktion vorgesehene Version des Spiels zurückgezogen und die Produktion begann verspätet. Der anvisierte Veröffentlichungstermin wurde jedoch eingehalten. Schon am Releasetag erschien ein Patch, der hauptsächlich Fehler bezüglich der Quests und der Interaktion mit Partymitgliedern korrigierte sowie Details an der Benutzeroberfläche änderte. Laut Michael Paeck von Publisher JoWooD, „[…] sind noch einige Kleinigkeiten zu ändern, aber es ist nichts Wesentliches mehr zu fixen.“
Dem gegenüber steht jedoch die Aussage von Mike Hoge, verantwortlicher Produzent bei Piranha Bytes: „Dass Gothic 3 beim Release unfertig war, ist scheiße. Dass sich die Leute darüber aufregen, ist berechtigt. Uns war klar, dass Gothic 3 beim Release nicht bugfrei sein würde, aber der Umfang der Probleme, die wir noch in der Goldmaster-Version haben würden, wurde von uns unterschätzt.“
Später erschienen fünf weitere offizielle Fehlerkorrekturen (Patches) die u. a. verschiedenste Absturzursachen, zahlreiche Grafikfehler und den sogenannten Speicherbug, der zum Verlust von Spielständen führte, korrigierten. Da das Spiel auch nach dem letzten offiziellen Patch v1.12 nicht fehlerfrei war, war nach Angabe der Herausgebers ein weiterer Patch sowie ein Editor in Arbeit. Die Trennung von Entwickler Piranha Bytes und Publisher Jowood führte jedoch dazu, dass kein weiterer Patch von Piranha Bytes mehr erschien.

### Community-Support
Entwickler und Modder aus der Fangemeinde erklärten sich nach dem Ende der Arbeit an Gothic 3 durch Piranha Bytes bereit, mit Unterstützung des rechteführenden Publishers Jowood sogenannte Community-Patches zu entwickeln, um die verbliebenen teilweise gravierenden Probleme und Mängel zu beheben. In langjähriger Arbeit wurden mehrere Community-Patches veröffentlicht. Mit dem letzten und mit 1,48 Gigabyte größten Community-Patch 1.75 wurden substantielle Verbesserungen und Korrekturen an dem Spiel vorgenommen und damit ein spielbarer Zustand des Spiels erreicht. Hinzugefügt wurde die Unterstützung für Breitbild-Bildschirme, einige neue Grafikkartenoptionen (wie Fast Approximate Antialiasing) und einen Shader cache, der Ruckeln im Spielfluss verringern soll. Er wurde am 27. April 2012 vom Community Patch Team verfügbar gemacht und vom neuen Rechtehalter Nordic Games, der das Marken- und Lizenzportfolio des zwischenzeitlich insolventen Publisher JoWooD übernommen hatte, als offiziell autorisiert. Am 2. April 2012 kündigte der schwedische Publisher zwei Neuauflagen des Spiels an, die Gothic 3 Gold Enhanced Edition sowie die Gothic Complete Edition, denen jeweils die Version 1.75 von Gothic 3 zugrunde liegt.
Nach den vor allem technischen Korrekturen des Community-Patch-Projekts, sollen inhaltliche Lücken und Inkonsistenzen in der Geschichte und Atmosphäre zu den vorherigen Gothic-Teilen durch das Community Story Project (CSP) behoben werden. Ein Veröffentlichungstermin steht jedoch noch nicht fest.
2014 wurde ein zusätzlicher Patch und ein Daten-Optimierer für die letzte Enhanced-Version 1.75.14 verfügbar, welcher einige der verbliebenen Probleme behebt.

### Modifikationen
Eine der ersten Modifikationen beschränkte sich lediglich auf Texturveränderungen, speziell die Umwandlung der Jahreszeit in Myrtana von Sommer auf Herbst.
Die wohl bekannteste und umfangreichste Modifikation ist im Moment das sogenannte Questpaket, das rund einhundert zusätzliche Aufgaben in das Spiel integriert und ab Version v3 mit deutscher Sprachausgabe vorliegt. Die Sprecher entstammen dabei größtenteils der Gothic-Fancommunity. Die aktuelle Version v4 ist zum Patch 1.74 kompatibel und enthält gegenüber v3 einige Verbesserungen im Gameplay, aber keine neuen Quests.
Für Gothic 3 gibt es kein von den Entwicklern veröffentlichtes Modkit zur Erstellung oder Veränderung der Welt. Darum hat sich die Entwicklung von Modifikationen im Vergleich zu den Vorgängern der Serie erschwert. Solche Tools wurden, und werden immer noch, vereinzelt von Fans entwickelt und zur Verfügung gestellt.
Mit dem Community-Patch 1.75 wurde ein Genome Lite Edition genanntes Modkit mitgeliefert, mit dem sich Spielinhalte ändern und hinzufügen lassen.

### Andere Plattformen
Für Mobiltelefone wurde am 15. Januar 2008 ein Ableger unter dem Namen Gothic 3: The Beginning von Jowood beziehungsweise dessen Label Dreamcatcher veröffentlicht. Die Handlung des von HandyGames entwickelten Spiels findet etwa 140 Jahre vor dem ersten Gothic-Teil statt. Das Spiel wurde 2008 mit dem Deutschen Entwicklerpreis für das beste Mobile Spiel ausgezeichnet.
Nachdem die ersten beiden Gothic-Teile bereits für Nintendo Switch veröffentlicht wurden, wurde im August 2025 bekannt, dass auch Gothic 3 unter dem Titel Gothic 3 Classic im Rahmen einer Classic-Trilogie für PlayStation 4, PlayStation 5, Xbox One und Xbox Series X/S veröffentlicht werden soll. Der Release ist für 2026 angekündigt.

## Rezeption

### Pressespiegel
| Redaktion            | Bewertung                | Spätere Beurteilung                         | Auszeichnungen                                                              |
| -------------------- | ------------------------ | ------------------------------------------- | --------------------------------------------------------------------------- |
| Bravo Screenfun      | Note 1-                  |                                             |                                                                             |
| Computer Bild Spiele | Note 2,77 (befriedigend) |                                             |                                                                             |
| Gamers.at            | 91 %                     | 88%                                         |                                                                             |
| Games Aktuell        | 69 %                     |                                             |                                                                             |
| GameStar             | 86 %                     | 87 % (nach Patch v1.12)                     | - PC-Spiel des Jahres 2006 - Bestes deutsches Spiel - Bestes Abenteuerspiel |
| GamingXP             | 91 %                     |                                             |                                                                             |
| PC Action            | 87 %                     |                                             |                                                                             |
| PC Games             | 87 %                     | 81 %                                        |                                                                             |
| PC PowerPlay         | 67 / 100                 | 79 / 100 (nach Patch v1.12 im Februar 2007) |                                                                             |
| 4Players             | 68 %                     |                                             |                                                                             |
| Gameswelt            | 81 %                     |                                             |                                                                             |

Laut dem Review-Aggregator Metacritic erhielt Gothic 3 international gemischte Kritiken, was sich in einem Metascore von 63 von 100 Punkten widerspiegelt. Die Benutzer-Wertungen auf Metacritic fielen allerdings mit 7,5 von 10 Punkten ein gutes Stück besser aus.
Auf Grund der Testüberschrift und der schlechten Wertung der PC PowerPlay drohten und beschimpften JoWooD-Mitarbeiter die Redaktion der PC PowerPlay noch vor Veröffentlichung des Magazins. Auch versuchte JoWooD Schadensersatzansprüche geltend zu machen.

### Auszeichnungen
Beim Deutschen Entwicklerpreis 2006 gewann Gothic 3 in den Kategorien Bestes Internationales PC-Spiel, Beste Story sowie Bester Sound. In der Kategorie Bestes Deutsches Spiel erreichte es nur Platz 3 hinter Anno 1701 und SpellForce 2: Shadow Wars.
Bei einer Preisverleihung der deutschen Computerspielzeitschriften GameStar und GamePro erhielt das Spiel die Auszeichnung Spiel des Jahres 2006 der GameStar-Leser. Es gewann zudem in den Kategorien Bestes Abenteuerspiel PC und Bestes deutsches Spiel. Die Sieger wurden durch eine Umfrage unter den Lesern der Magazine ermittelt.

### Verkaufszahlen
Bereits in der ersten Verkaufswoche gingen 150.000 Einheiten von Gothic 3 über den Ladentisch, wie PC Games unter Berufung auf JoWooD und Deep Silver am 19. Oktober 2006 vermeldete.
Im Dezember 2006, also zwei Monate nach Erscheinen, gab Publisher JoWooD bekannt, dass sich das Spiel mehr als 350.000 Mal verkauft habe.
Das deutsche Fachmagazin GameStar wertet dies als großen Erfolg, vor allem wenn man bedenke, dass die Verkäufe in den USA dabei noch nicht mitgerechnet worden seien und der Titel erst vor kurzem in Russland und Polen gestartet sei.
Auch in der Folge hat sich das Spiel weiterhin gut verkauft, so wurden Anfang März 2007 eine halbe Million abgesetzte Exemplare vermeldet.

## Gothic 3: Götterdämmerung (Add-on)
Am 14. April 2008 kündigte JoWooD eine Erweiterung zu Gothic 3 an, die am 21. November 2008 erschien. In diesem Add-on sollen offene Fragen aus Gothic 3 beantwortet und ein Übergang zum vierten Teil Arcania geschaffen werden. Das Add-on ist auch ohne das Grundspiel lauffähig.
Das Add-on erschien international unter dem Namen Forsaken Gods, im deutschsprachigen Raum trug es dagegen den Namen Götterdämmerung. Dieser Name wurde durch Ideen von Fans mit anschließender Abstimmung ermittelt. Entwickler war nicht, wie von den vorherigen Teilen gewohnt, Piranha Bytes, sondern das indische Entwicklerstudio Trine Games.
Wie bereits das Hauptprogramm wurde auch das Add-on nach der Veröffentlichung wegen zahlreicher Programmfehler kritisiert, darunter auch solche, die im Hauptprogramm bereits durch Patches nachträglich behoben worden waren. In einem Interview mit dem Spielemagazin GameStar gestand der Projektleiter Michael Kairat diese Fehler ein und begründete sie mit einer zu ehrgeizigen Zeitplanung des Projekts.
Ein umfangreicherer offizieller Patch erschien am 23. März 2011 und wurde durch Mad Vulture Games entwickelt. Dieser behebt viele Fehler und liefert neue Inhalte sowie Grafikverbesserungen.
Die Spielwelt von Götterdämmerung wurde aus dem Hauptspiel übernommen, allerdings entfielen die Wüste von Varant sowie die eisige Region Nordmar. Neue Spielgebiete enthält das Addon nicht.

### Handlung
Die Geschichte des Addons setzt an das Xardas-Ende des Hauptspiels an. Die Götter im Spiel haben die Welt verlassen, doch Friede herrscht nicht in Myrtana. Verschiedene Fraktionen bekriegen sich, weshalb der Namenlose Held beschließt, aus dem Unbekannten Land zurückzukehren, um dem Reich Frieden und Einheit zu bringen. Der Namenlosen Held und Xardas beobachten aus einer fremden Dimension, wie Thorus als Anführer der Orks und Gorns Rebellentruppen Krieg führen. Nach einer Meinungsverschiedenheit zwischen Xardas und dem Helden, welche im Kampf endet, kehrt der Namenlose nach Myrtana zurück. Im Verlauf des Spiels muss sich der Spieler in Form des Namenlosen Helden für einen von zwei Wegen entscheiden: Man folgt entweder Thorus, der von Trelis aus die Orks anführt, oder Gorn, der sich als Anführer der Rebellen in Gotha niedergelassen hat. Am Ende des Spiels ernennt sich der Held selbst zum Regenten und gibt sich den Namen König Rhobar III.

### Rezeption
Die Kritiken zu Gothic 3: Götterdämmerung fielen überwiegend negativ aus. Metacritic aggregierte anhand von 10 Reviews eine durchschnittlich Wertung von 44 von 100 Punkten, während die durchschnittliche Wertung der Benutzer sogar noch darunter liegt.